# Салах, Ибрагим (футболист, 2001)
Ибраги́м Сала́х (нидерл. Ibrahim Salah; род. 30 августа 2001, Сен-Жосс-тен-Ноде) — профессиональный мароканский футболист, вингер клуба «Ренн».

## Клубная карьера
Салах — воспитанник клубов «Юнион», «Беерсхот» и «Гент». 7 августа 2022 года в матче против «Вестерло» он дебютировал в Жюпиле лиге в составе последнего. 13 ноября в поединке против «Кортрейка» Ибрагим сделал «дубль», забив свои первые голы за «Гент». В начале 2023 года Салах перешёл во французский «Ренн». Сумма трансфера составила 3 млн евро. 4 февраля в матче против «Лилля» он дебютировал в Лиге 1. 23 февраля в поединке Лиги Европы против донецкого «Шахтера» Ибрагим забил свой первый гол за «Ренн».
Салах присоединился к «Брест» на правах аренды с опцией выкупа 30 августа 2024 года.